# Códigos 10
Códigos 10 son palabras codificadas destinados a representar nombres, lugares, situaciones y frases comunes de manera rápida y estandarizada en las comunicaciones vocales, especialmente en los cuerpos policiales y para las transmisiones de banda ciudadana. Fueron propuestas por primera vez en los años 20, cuya lista fue aumentada en 1974 por la Association of Public Safety Communication Officials (APCO). En 2006 fueron especialmente utilizadas por las fuerzas de orden en América del Norte.6767
Estas palabras han sido retomadas especialmente por grupos privados de vigilancia y seguridad, así como también por sociedades privadas. Para adaptarse a las necesidades de los diferentes grupos y cambios en el vocabulario fueron hechos sobre la lista de base que tenía la policía.
Desde los atentados del 11 de septiembre de 2001 su utilización fue cuestionada, debido a confusiones entre diferentes cuerpos policiales estadounidenses. En efecto, con los años, cada cuerpo policial modificó el sistema según sus necesidades. Cuando quisieron colaborar para participar en el rescate de las víctimas de los atentados, muchas palabras codificadas de cada cuerpo no significaban lo mismo.Algunos cuerpos policiales intentaron prohibirlas, lo que creó controversias A nivel federal estadounidense el Incidente Command System los prohibió explícitamente para prevenir la confusión.
Algunas organizaciones y municipalidades utilizan otras palabras codificadas en reemplazo de los códigos 10. Por ejemplo, el California Highway Patrol utiliza los códigos 11, mientras que la Port Authority Police  utiliza los códigos 8.

## Historia
Los códigos 10 fueron implantados en los años 40 cuando los canales de radio tenían un ancho de banda limitado, ya que permitían reducir el tráfico de radio de manera considerable. El «inventor» del sistema es Charles Hoper, director de comunicaciones de la policía del estado de Illinois en el Distrito 10, situado en Urbana.
Según su experiencia, Hopper sabía que todo código debe estar precedido de un enganche y que la primera sílaba, generalmente no se entiende. Sin embargo, esta primera sílaba es esencial para atraer la atención. De ahí la idea de preceder cada código de la palabra «diez», con el objetivo de aumentar las posibilidades del auditor de comprender correctamente la parte crítica del mensaje.
Los códigos fueron adoptados más tarde por los cibistas, seguido por una adopción más larga en la cultura estadounidense hacia el fin de los años 70.
En el otoño de 2005, posteriormente a problemas de comunicación entre los diferentes cuerpos policiales durante la operación de salvataje del Huracán Katrina, la Federal Emergency Management Agency (FEMA) ha desincentivado la utilización de los códigos 10 y otras palabras codificadas, a causa de la gran diferencia de definiciones·
Desde 2008, los códigos 10 son de uso corriente.

## Lista de códigos 10
La lista que sigue, en orden ascendente y agrupada por décadas, muestra el uso en fecha 2008 de diferentes códigos 10. Solamente una pequeña parte es estándar. Otros códigos 10 tienen definiciones similares. Los otros tienen una definición muy variable (como la 10-40). En esta lista hay muchas definiciones que faltan.
Las múltiples definiciones para un mismo código aparecen en un listado. La primera definición en negrita es la oficialmente publicada por la APCO. Las alternativas populares aparecen también en negrita, pero después. Las definiciones menos comunes aparecen en tipo de letra normal. Las definiciones específicas en los cibistas aparecen en cursivas.

### 10-0
| Código | Definiciones |
| ------ | --- |
| 1      | - Agente en el suelo, todas las patrullas respondan. |
| 10-0   | - Persecución. |
| 10-1   | - Acuda a mi posición. - Agente necesita ayuda. - No puedo entender. - En Nueva York: llamar al puesto. - En Quebec: estoy escuchando. - Transmisión pobre. o No se copia. (Policía,EMD, AMED & Bomberos) Puerto Rico                       |
| 10-2   | - Recepción buena, transmita mensaje. - OK por el momento, continuar con las verificaciones. - En Nueva York: retornar al puesto. - En Quebec: repetir el mensaje. - Transmisión Fuerte y clara. (Policía,EMD, AMED & Bomberos) Puerto Rico |
| 10-3   | - Detener la transmisión. - OK, más necesidad de verificar. - En Nueva York: llamar al despachador. - En Quebec: anular. |
| 10-4   | - Mensaje recibido. - Afirmativo. - OK. - Comprendido. |
| 10-5   | - Negativo - Reunir un ítem. - En Nueva York: repetir el mensaje. |
| 10-6   | - Ocupados |
| 10-7   | - Disponible |
| 10-8   | - Ir a comisaría |
| 10-9   | - Repetir último mensaje. - Mensaje no entendido - Ininteligible |
| 10-10  | - Salir de servicio. |

### 10-10
| Código | Significado. |
| ------ | --- |
| 10-10  | - Disputa en curso - Fuera de servicio, fin del cuarto de trabajo. - Permiso para utilizar canal común (transmisión de auto a auto, en vez de a través de la central). - Negativo. - Transmisión completada. - Verificación de bienestar. - Otras actividades criminales. - En Nueva York: crimen posible (tiros, personas sospechosas, etc.). - En Míchigan: persona no respeta condiciones de libertad condicional. |
| 10-11  | - Problema con un animal - Verificación en los costados de la ruta. - Habla demasiado rápido. - Respondo a una alarma. - Persona que ha respondido a la alarma (ej., «¿Quién es el 10-11? »). - En ruta. - En Nueva York: alarma, especificar género. |
| 10-12  | - Standby (en espera) - Visitantes presentes. - Dejar hacer. - Permiso para patrullar - Llamada para tener una relación. - En los lugares. - Anular verificación. - En Nueva York: Empresa de seguridad, habitualmente dentro de una tienda. |
| 10-13  | - Deseo conocer el informe del tiempo o las condiciones ruteras. - Policía necesita ayuda. - Transporte de un paciente que sufre de problemas mentales. - En Nueva York: policía necesita ayuda inmediata. - (Transporte público): llegará con retraso de ___ minutos. |
| 10-14  | - Persona sospechosa o informar de un ladrón. - Tren. - En Nueva York : verificar matrícula (vehículo está ocupado y sospechoso), verificar si es robado. - (Transporte público): llegará a tiempo. |
| 10-15  | - Perturba vía pública. - Prisionero o sospechoso detenido. - Verificar si es vehículo robado, personas en un vehículo. - Disputa en una residencia - En Nueva York : verificar patente (poco importa que el vehículo esté ocupado o no), verificar si es robado. |
| 10-16  | - Perturba vida doméstica. - Dejar en ___ - Asunto no urgente (luces y sirenas). - Vehículo robado. - Prisionero. - En Nueva York : la verificación de la Matrícula (vehículos). |
| 10-17  | - Encuentro lamentable. - Dejar papeles en ___. - Asunto urgente (luces y sirenas). - Conduit enquête. - Vehículo no robado. - En ruta. - Urgencia médica. - Redactar informe. - En Nueva York : la verificación de la matrícula indica vehículo no robado. |
| 10-18  | - Urgente. - Terminar misión lo más pronto. - ¿Tienes un mensaje para nosotros? - Intoxicado. - En Nueva York: la verificación del informe muestra que hay un aviso de búsqueda. |
| 10-19  | - Regresar a ______. - Regreso de la escena. - Regreso o en ruta hacia la estación. - En Nueva York: la verificación del informe muestra que no hay aviso de búsqueda. |

### 10-20
| Código | Significado.                 |
| ------ | ---------------------------- |
| 10-20  | Ubicación actual.            |
| 10-21  | Al teléfono.                 |
| 10-22  | Hágase presente              |
| 10-23  | En espera                    |
| 10-24  | Misión Cumplida…             |
| 10-25  | Póngase en contacto          |
| 10-26  | Cancele última información.  |
| 10-27  | Cambiaré al canal...         |
| 10-28  | Pseudónimo o apodo.          |
| 10-29  | Hora de ponerse en contacto. |

### 10-30
| Código | Significado                            |
| ------ | -------------------------------------- |
| 10-30  | Ambulancia                             |
| 10-31  | Un delito está en curso                |
| 10-32  | Informar transmisión/Refuerzos.        |
| 10-33  | Vamos a patrullar. Necesito refuerzos. |
| 10-34  | Vamos a frenar la misión               |
| 10-35  | ¿Se me escucha?                        |
| 10-36  | Indicación de hora.                    |
| 10-37  | Solicito una grúa en…                  |
| 10-38  | Solicito una ambulancia en …           |
| 10-39  | Este mensaje ya fue entregado.         |

### 10-40
| Código | Significado                                 |
| ------ | ------------------------------------------- |
| 10-40  | Cámbiese a… canal.                          |
| 10-41  | Cambia a canal...                           |
| 10-42  | Accidente de tráfico de 5 o más automóviles |
| 10-43  | Congestión de tráfico..                     |
| 10-44  | Permiso para retirarme de trabajo.          |
| 10-45  | Atención a todas las unidades.              |
| 10-46  | Asistencia a motorista.                     |
| 10-47  | Asistencia en carretera.                    |
| 10-48  | Hablar en broma.                            |
| 10-49  | Lesionados.                                 |

### 10-50
| Código | Significado                        |
| ------ | ---------------------------------- |
| 10-50  | Muerto                             |
| 10-51  | ¿Quién me está llamando?           |
| 10-52  | Atención, estoy llamando a…        |
| 10-53  | La calle o carretera se encuentra. |
| 10-54  | Animales en la carretera.          |
| 10-55  | Suicidio                           |
| 10-56  | El peatón se encuentra ebrio.      |
| 10-57  | abandonar lugar.                   |
| 10-58  | Debe dirigir el tráfico.           |
| 10-59  | Acompañado por una escolta.        |

### 10-60
| Código | Significado                               |
| ------ | ----------------------------------------- |
| 10-60  | ¿Cuál es su próximo mensaje?              |
| 10-61  | Personas en el área del desastre.         |
| 10-62  | Solicitar instrucciones.                  |
| 10-63  | Tomar nota por escrito.                   |
| 10-64  | Tomar nota por radio.                     |
| 10-65  | Esperando próximo mensaje.                |
| 10-66  | Cancelar mensaje.                         |
| 10-67  | De acuerdo y dispuesto a recibir mensaje. |
| 10-68  | Enviar información                        |

### 10-70
| Código | Significado                   |
| ------ | ----------------------------- |
| 10-70  | Problema en una feria         |
| 10-71  | Lo estamos siguiendo          |
| 10-72  | Agresión con arma blanca.     |
| 10-73  | Seguimos sus pasos.           |
| 10-74  | Robo en curso                 |
| 10-75  | Esperar                       |
| 10-76  | Vigilancia.                   |
| 10-77  | Seguiremos hasta encontrarlo. |
| 10-78  | Sacar perros policías.        |
| 10-79  | Un robo.                      |

### 10-80
| Código | Significado                              |
| ------ | ---------------------------------------- |
| 10-80  | yo igual                                 |
| 10-81  | Debe hacer una reserva en el hotel…      |
| 10-82  | Debe reservar un lugar en…               |
| 10-83  | Debe encontrarse en…                     |
| 10-84  | Mi número de teléfono es…                |
| 10-85  | Mi dirección es…                         |
| 10-86  | Permanezca a la espera.                  |
| 10-87  | Necesito saber la dirección de…          |
| 10-88  | Necesito saber el número de teléfono de… |
| 10-89  | Necesito un operador de radio.           |

### 10-90
| Código | Significado                                         |
| ------ | --------------------------------------------------- |
| 10-90  | Interferencia de estación televisivo                |
| 10-91  | ¡Hable más fuerte, señor!                           |
| 10-92  | Su transmisor necesita ajustes.                     |
| 10-93  | Medir mi frecuencia en el canal                     |
| 10-94  | Se debe contar de                                   |
| 10-95  | Es necesario transmitir la portadora por 5 segundos |
| 10-96  | En estado de locura                                 |
| 10-97  | Ininteligible. Transmita por otro canal             |
| 10-98  | Preso escapa de prisión                             |
| 10-99  | Misión cumplida                                     |